# Halocella
Halocella è un genere di batterio appartenente alla famiglia delle Halanaerobiaceae.